# Stoycho Mladenov
Stoycho Dimitrov Mladenov (en búlgaro: Стойчо Димитpoв Младенов; nacido el 12 de abril de 1957 en Ploski, Bulgaria), es un exfutbolista y entrenador búlgaro. Debutó en 1975 con el FC Dimitrovgrad y de allí en adelante jugó como delantero en diversos clubes de su país y de Portugal hasta su retiro en 1994. Su paso más destacado fue en el CSKA Sofía, con el que jugó seis años entre 1980 y 1986 y ganó cuatro veces la liga (1980, 1981, 1982 y 1983) y otras dos veces la copa local (1983 y 1985).  También consiguió la Copa de Portugal en 1989 y fue considerado el "Di Pace de los 80" mientras era parte del Belenenses.
Con la selección nacional de Bulgaria jugó por diez años entre 1978 y 1988 y disputó un total de cincuenta y nueve partidos y anotó quince goles. Jugó tres encuentros en México 1986, donde perdieron en octavos de final contra el país anfitrión.
Tras su retiro profesional realizó estudios para ser entrenador. Dirigió a distintos clubes en Bulgaria, Egipto, Grecia y Kazajistán. En sus cinco períodos diferentes entrenando al CSKA Sofía logró el título local en 2003 y 2008. En 2019 logró el premio al mejor entrenador búlgaro por su trabajo en el Kaisar, ganador de la Copa de Kazajistán de ese año.

## Clubes

### Como jugador
| Club            | País     | Año       |
| --------------- | -------- | --------- |
| FC Dimitrovgrad | Bulgaria | 1975-1976 |
| Beroe           | Bulgaria | 1976-1979 |
| CSKA Sofía      | Bulgaria | 1980-1986 |
| Belenenses      | Portugal | 1986-1989 |
| Vitória Setúbal | Portugal | 1989-1991 |
| Estoril Praia   | Portugal | 1991-1993 |
| Olhanense       | Portugal | 1993-1994 |

### Como entrenador
| Club                            | País           | Año       |
| ------------------------------- | -------------- | --------- |
| Estoril Praia                   | Portugal       | 1991-1993 |
| Olhanense                       | Portugal       | 1993-1995 |
| Belenenses                      | Portugal       | 1997      |
| Selección de fútbol de Bulgaria | Bulgaria       | 2000-2002 |
| CSKA Sofía                      | Bulgaria       | 2002-2003 |
| Litex Lovech                    | Bulgaria       | 2004      |
| Kastoria FC                     | Grecia         | 2005      |
| GS Kallithea                    | Grecia         | 2005      |
| Veria F. C.                     | Grecia         | 2006      |
| CSKA Sofia                      | Bulgaria       | 2007-2008 |
| Al-Ahli                         | Arabia Saudita | 2008-2009 |
| ENPPI Club                      | Egipto         | 2009-2011 |
| CSKA Sofia                      | Bulgaria       | 2012-2013 |
| CSKA Sofia                      | Bulgaria       | 2013-2015 |
| Al Ittihad Alexandria           | Egipto         | 2015      |
| F. C. Atyrau                    | Kazajistán     | 2016      |
| F. C. Kaisar                    | Kazajistán     | 2017-2020 |
| CSKA Sofia                      | Bulgaria       | 2021-2022 |

## Palmarés

### Como jugador

#### Campeonatos nacionales (7)
| Título                   | Club       | País     | Año     |
| ------------------------ | ---------- | -------- | ------- |
| Primera Liga de Bulgaria | CSKA Sofía | Bulgaria | 1979-80 |
| Primera Liga de Bulgaria | CSKA Sofía | Bulgaria | 1980-81 |
| Primera Liga de Bulgaria | CSKA Sofía | Bulgaria | 1981-82 |
| Primera Liga de Bulgaria | CSKA Sofía | Bulgaria | 1982-83 |
| Copa de Bulgaria         | CSKA Sofía | Bulgaria | 1982-83 |
| Copa de Bulgaria         | CSKA Sofía | Bulgaria | 1984-85 |
| Copa de Portugal         | Belenenses | Portugal | 1988–89 |

### Como entrenador

#### Campeonatos nacionales (3)
| Título                   | Club         | País       | Año     |
| ------------------------ | ------------ | ---------- | ------- |
| Primera Liga de Bulgaria | CSKA Sofía   | Bulgaria   | 2002-03 |
| Primera Liga de Bulgaria | CSKA Sofía   | Bulgaria   | 2007-08 |
| Copa de Kazajistán       | F. C. Kaisar | Kazajistán | 2019    |

#### Campeonatos internacionales (1)
| Título                             | Club    | País           | Año  |
| ---------------------------------- | ------- | -------------- | ---- |
| Copa de Clubes Campeones del Golfo | Al-Ahli | Arabia Saudita | 2008 |